# Morgny-en-Thiérache
Morgny-en-Thiérache é uma comuna francesa na região administrativa de Altos da França, no departamento de Aisne. Estende-se por uma área de 6,99 km². Em 2010 a comuna tinha 97 habitantes (densidade: 13,9 hab./km²).